# Iwiny (Bolesławiec)
Pour les articles homonymes, voir Iwiny.
Iwiny est une localité polonaise de la gmina de Warta Bolesławiecka, située dans le powiat de Bolesławiec en voïvodie de Basse-Silésie.